# FA Cup 2007-08
La FA Cup 2007-08 fue la edición número 127 del torneo. Esta edición tuvo el récord de tener más equipo participantes con 731.
Esta competición culminó con la Final de la Copa FA, en Wembley Stadium, el 17 de mayo de 2008, con la victoria del Portsmouth FC, 1 a 0 ante el Cardiff City FC.

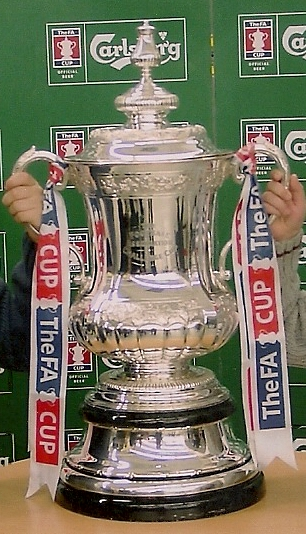
La Copa de Inglaterra o FA Cup. Este es el cuarto trofeo, usado desde 1992, e idéntico al diseño del tercer trofeo (1911).

## Calendario y premios
| Fase                              | Día                      | Partidos | Clubes    | Dinero     | Jugador de la fase                        |
| --------------------------------- | ------------------------ | -------- | --------- | ---------- | ----------------------------------------- |
| Ronda preliminar extra            | 18 de agosto de 2007     | 171      | 729 → 558 | £500       | nadie                                     |
| Ronda preliminar                  | 1 de septiembre de 2007  | 166      | 558 → 392 | £1,000     | nadie                                     |
| Clasificación de la primera ronda | 15 de septiembre de 2007 | 116      | 392 → 276 | £2,250     | Jack Pitcher (Gloucester City)            |
| Clasificación de la segunda ronda | 29 de septiembre de 2007 | 80       | 276 → 196 | £3,750     | Matt Townley (Team Bath)                  |
| Third Round Qualifying            | 13 de octubre de 2007    | 40       | 196 → 156 | £5,000     | Andy Forbes (Eastleigh)                   |
| Fourth Round Qualifying           | 27 de octubre de 2007    | 32       | 156 → 124 | £10,000    | Craig Farrell (York City)                 |
| First Round Proper                | 10 de noviembre de 2007  | 40       | 124 → 84  | £16,000    | Stuart Beavon (Weymouth)                  |
| Second Round Proper               | 1 de diciembre de 2007   | 20       | 84 → 64   | £24,000    | Craig Mackail-Smith (Peterborough United) |
| Third Round Proper                | 5 de enero de 2008       | 32       | 64 → 32   | £40,000    | Michael Mifsud (Coventry City)            |
| Fourth Round Proper               | 26 de enero de 2008      | 16       | 32 → 16   | £60,000    | Alfie Potter (Havant & Waterlooville)     |
| Fifth Round Proper                | 16 de febrero de 2008    | 8        | 16 → 8    | £120,000   | Luke Steele (Barnsley)                    |
| Sixth Round Proper                | 8 de marzo de 2008       | 4        | 8 → 4     | £300,000   | Kayode Odejayi (Barnsley)                 |
| Semifinales                       | 5 de abril de 2008       | 2        | 4 → 2     | £900,000   | Joe Ledley (Cardiff City)                 |
| Final                             | 17 de mayo de 2008       | 1        | 2 → 1     | £1,000,000 | Nwankwo Kanu (Portsmouth F.C.)            |

## Ronda preliminar extra
Partidos jugados el sábado 18 de agosto de 2007.
| N.º | Equipo local                | Resultado | Equipo visita              | Asistencia |
| --- | --------------------------- | --------- | -------------------------- | ---------- |
| 1   | Guisborough Town            | 1-3       | Norton & Stockton          | 144        |
| 2   | West Auckland Town          | 2-1       | Bedlington Terriers        | 49         |
| 3   | Billingham Town             | 6-1       | Eccleshill United          | 167        |
| 4   | Winterton Rangers           | 3-2       | Armthorpe Welfare          | 64         |
| 5   | Liversedge                  | 4-3       | Glasshoughton Welfare      | 160        |
| 6   | Horden Colliery Welfare     | 2-1       | Sunderland Nissan          | 50         |
| 7   | Thackley                    | 0-1       | Ashington                  | 109        |
| 8   | Darlington Railway Athletic | 6-0       | Yorkshire Amateur          | 64         |
| 9   | Whitley Bay                 | 0-1       | Dunston Federation         | 250        |
| 10  | Hall Road Rangers           | 6-1       | Tadcaster Albion           | 55         |
| 11  | Spennymoor Town             | 3-0       | North Shields              | 149        |
| 12  | Hebburn Town                | 1-3       | Tow Law Town               | 102        |
| 13  | Sunderland RCA              | 0-3       | Crook Town                 | 32         |
| 14  | Morpeth Town                | 3-0       | Seaham Red Star            | 57         |
| 15  | Selby Town                  | 1-0       | Pontefract Collieries      | 123        |
| 16  | Thornaby                    | 2-3       | South Shields              | 75         |
| 17  | J. Roofing Boldon           | 2-1       | West Allotment Celtic      | 48         |
| 18  | Brandon United              | 0-5       | Durham City                | 96         |
| 19  | Washington                  | 1-3       | Pickering Town             | 74         |
| 20  | Esh Winning                 | 1-0       | Whickham                   | 58         |
| 21  | Ryton                       | 3-4       | Silsden                    | 73         |
| 22  | Billingham Synthonia        | 2-1       | Northallerton Town         | 158        |
| 23  | Bottesford Town             | 1-2       | Shildon                    | 103        |
| 24  | Team Northumbria            | 0-11      | Consett                    | 72         |
| 25  | Bishop Auckland             | 1-2       | Chester-le-Street          | 123        |
| 26  | Ashton Town                 | 4-2       | Ramsbottom United          | 60         |
| 27  | Daisy Hill                  | 0-4       | Congleton Town             | 40         |
| 28  | AFC Emley                   | 3-0       | Darwen                     | 266        |
| 29  | Atherton Collieries         | 5-0       | Rossington Main            | 150        |
| 30  | Chadderton                  | 3-4       | Winsford United            | 73         |
| 31  | Holker Old Boys             | 2-3       | St Helens Town             | 62         |
| 32  | Blackpool Mechanics         | 1-3       | Maine Road                 | 42         |
| 33  | Formby                      | 2-3       | Oldham Town                | TBC        |
| 34  | Squires Gate                | 1-3       | Penrith                    | 37         |
| 35  | Flixton                     | 2-1       | Bootle                     | 49         |
| 36  | Trafford                    | 1-0       | Laburnum Rovers            | 89         |
| 37  | Hallam                      | 2-0       | Nelson                     | 78         |
| 38  | Salford City                | 6-3       | Padiham                    | 86         |
| 39  | Abbey Hey                   | 1-2       | Bacup Borough              | 45         |
| 40  | Brodsworth Welfare          | 2-3       | Parkgate                   | 35         |
| 41  | Dinnington Town             | 2-1       | Maltby Main                | 602        |
| 42  | Glossop North End           | 2-0       | Eccelshall                 | 118        |
| 43  | Highgate United             | 2-1       | Shirebrook Town            | 66         |
| 44  | Brierley Hill & Withymoor   | 4-0       | Castle Vale                | 79         |
| 45  | Stapenhill                  | 1-2       | Loughborough Dynamo        | 103        |
| 46  | Tividale                    | 1-4       | Mickelover Sports          | 42         |
| 47  | Nuneaton Griff              | 0-3       | Rainworth Miners Welfare   | 82         |
| 48  | New Mills                   | 5-1       | Pegasus Juniors            | 222        |
| 49  | Dudley Town                 | 0-5       | Glapwell                   | 71         |
| 50  | Arnold Town                 | (5)1-1(6) | Shifnal Town               | 176        |
| 51  | Ledbury Town                | 2-6       | Boldmere St Michaels       | 102        |
| 52  | Oadby Town                  | 1-0       | Racing Club Warwick        | 89         |
| 53  | Teversal                    | 3-2       | Coventry Sphinx            | 104        |
| 54  | Studley                     | 0-4       | Market Drayton Town        | 103        |
| 55  | Long Eaton United           | 2-1       | Bridgnorth Town            | 67         |
| 56  | Coalville                   | 1-2       | Rocester                   | 135        |
| 57  | Gornal Athletic             | 0-3       | Meir K A                   | 58         |
| 58  | Oldbury United              | 1-0       | Norton United              | 71         |
| 59  | Westfields                  | 3-2       | Friar Lane & Epworth       | 97         |
| 60  | Borrowash Victoria          | 0-1       | Biddulph Victoria          | 53         |
| 61  | Cradley Town                | 1-3       | Gedling Town               | 57         |
| 62  | Alvechurch                  | 6-0       | Cadbury Athletic           | 89         |
| 63  | South Normanton Athletic    | 1-0       | Lye Town                   | 64         |
| 64  | Newcastle Town              | 1-2       | Barwell                    | 136        |
| 65  | Leek CSOB                   | 0-4       | Tipton Town                | 69         |
| 66  | Wellington (Herefords)      | 3-2       | Coleshill Town             | 113        |
| 67  | Wroxham                     | 3-0       | Hadleigh United            | 121        |
| 68  | Walsham-le-Willows          | 3-0       | Stowmarket Town            | 216        |
| 69  | Woodbridge Town             | 5-0       | Great Yarmouth Town        | 105        |
| 70  | St Ives Town                | 3-2       | Cornard United             | 65         |
| 71  | Bourne Town                 | 2-3       | Haverhill Rovers           | 82         |
| 72  | Mildenhall Town             | 3-0       | Leiston                    | 155        |
| 73  | Holbeach United             | 2-1       | Wisbech Town               | 349        |
| 74  | Dereham Town                | 12-0      | Fakenham Town              | 193        |
| 75  | Debenham                    | 2-0       | Felixstowe & Walton United | 189        |
| 76  | Long Melford                | 0-2       | Blackstones                | 104        |
| 77  | Needham Market              | 4-1       | Lowestoft Town             | 196        |
| 78  | Soham Town Rangers          | 5-2       | St Neots Town              | 100        |
| 79  | Deeping Rangers             | 5-0       | Lincoln Moorlands Railway  | 89         |
| 80  | Yaxley                      | 1-0       | March Town United          | 156        |
| 81  | Brimsdown Rovers            | 1-2       | Burnham Ramblers           | 54         |
| 82  | London APSA                 | 4-3       | Sporting Bengal United     | 71         |
| 83  | Wootton Blue Cross          | 4-3       | Saffron Walden Town        | 67         |
| 84  | Daventry United             | 0-2       | Raunds Town                | 40         |
| 85  | Northampton Spencer         | 3-2       | Clapton                    | 74         |

| N.º    | Equipo local              | Resultado | Equipo visita             | Asistencia                     |
| ------ | ------------------------- | --------- | ------------------------- | ------------------------------ |
| 86     | Desborough Town           | 2-3       | F.C. Clacton              | 100                            |
| 87     | Broxbourne Borough V & E  | 2-1       | Biggleswade United        | 89                             |
| 88     | Welwyn Garden City        | 3-1       | Bowers & Pitsea           | 43                             |
| 89     | Bedfont                   | 0-2       | Oxhey Jets                | 72                             |
| 90     | Tring Athletic            | 2-1       | Ruislip Manor             | 102                            |
| 91     | Stansted                  | 2-0       | Hullbridge Sports         | TBC                            |
| 92     | Hertford Town             | 1-0       | Cogenhoe United           | 107                            |
| 93     | Potton United             | 3-2       | Romford                   | 120                            |
| 94     | Long Buckby               | 3-1       | Hoddesdon Town            | TBC                            |
| 95     | Barkingside               | 5-3       | Stewart & Lloyds Corby    | 37                             |
| 96     | Wellingborough Town       | 2-0       | Halstead Town             | 148                            |
| 97     | Eton Manor                | 3-1       | Colney Heath              | 54                             |
| 98     | London Colney             | 0-1       | Langford                  | 72                             |
| 99     | Stanway Rovers            | 2-1       | Bedfont Green             | 55                             |
| 100    | Cockfosters               | 3-2       | Southend Manor            | 88                             |
| 101    | Sawbridgeworth Town       | 2-4       | Tiptree United            | 81                             |
| 102    | Barking                   | 4-0       | Harefield United          | 94                             |
| 103    | Leverstock Green          | 0-3       | Stotfold                  | 54                             |
| 104    | Wembley                   | 3-0       | Haringey Borough          | 57                             |
| 105    | Biggleswade Town          | 1-3       | Concord Rangers           | 70 (played at Bedford)         |
| 106    | North Greenford United    | 5-0       | Royston Town              | 56                             |
| 107    | Tunbridge Wells           | 3-4       | Chessington & Hook United | 103                            |
| 108    | Three Bridges             | 1-0       | Wealden                   | 77                             |
| 109    | Camberley Town            | 2-0       | Worthing United           | 82                             |
| 110    | Frimley Green             | 1-2       | Colliers Wood United      | 38                             |
| 111    | Dorking                   | 0-1       | Selsey                    | 59                             |
| 112    | Whitehawk                 | 0-1       | VCD Athletic              | 73                             |
| 113    | Redhill                   | 3-1       | Sidley United             | 100                            |
| 114    | Farnham Town              | 1-4       | Ringmer                   | 45                             |
| 115    | Deal Town                 | 4-2       | Raynes Park Vale          | 98                             |
| 116    | Westfield                 | 0-2       | Banstead Athletic         | 48                             |
| 117    | Eastbourne United         | 1-3       | Sevenoaks Town            | 65                             |
| 118    | Erith Town                | 3-1       | Cobham                    | 30                             |
| 119    | Lancing                   | 1-1       | Faversham Town            | 73 (played at Steyning Town)   |
| replay | Faversham Town            | 3-0       | Lancing                   | 104                            |
| 120    | Lordswood                 | 1-1       | Bookham                   | 119                            |
| replay | Bookham                   | 1-2       | Lordswood                 | 121                            |
| 121    | Herne Bay                 | 0-0       | East Grinstead Town       | 124                            |
| replay | East Grinstead Town       | 0-3       | Herne Bay                 | 118                            |
| 122    | Epsom & Ewell             | 1-7       | Crowborough Athletic      | 72                             |
| 123    | Merstham                  | 2-3       | Hythe Town                | 93                             |
| 124    | Saltdean United           | (w/o)1    | Croydon                   | N/A                            |
| 125    | Peacehaven & Telscombe    | 1-2       | East Preston              | 51                             |
| 126    | Pagham                    | 1-1       | Hailsham Town             | 83                             |
| replay | Hailsham Town             | 2-0       | Pagham                    | 76                             |
| 127    | Wick                      | 2-2       | Chertsey Town             | 66                             |
| replay | Chertsey Town             | 3-0       | Wick                      | 138                            |
| 128    | Thamesmead Town           | 4-1       | Egham Town                | 62                             |
| 129    | Shoreham                  | 0-1       | Horley Town               | 110                            |
| 130    | Hassocks                  | 1-0       | Rye United                | 102                            |
| 131    | Mile Oak                  | 0-2       | Guildford City            | 55                             |
| 132    | VT                        | 5-0       | Cowes Sports              | 64                             |
| 133    | Corsham Town              | 5-1       | Wantage Town              | 110                            |
| 134    | Fareham Town              | 1-1       | Carterton                 | 100                            |
| replay | Carterton                 | 0-3       | Fareham Town              | 54                             |
| 135    | Highworth Town            | 0-0       | Wootton Bassett Town      | 177                            |
| replay | Wootton Bassett Town      | 2-1       | Highworth Town            | 156                            |
| 136    | AFC Bournemouth           | 2-3       | Beaconsfield SYCOB        | 60                             |
| 137    | Henley Town               | 3-2       | Westbury United           | 38                             |
| 138    | Christchurch              | 6-1       | Aylesbury Vale            | 58                             |
| 139    | Sandhurst Town            | 2-0       | Newport Pagnell Town      | 55                             |
| 140    | Kidlington                | 1-1       | Shrivenham                | 78                             |
| replay | Shrivenham                | 1-2       | Kidlington                | 162                            |
| 141    | Buckingham Town           | 1-3       | Chalfont St Peter         | 94                             |
| 142    | Hamble ASSC               | 1-0       | Alton Town                | 94                             |
| 143    | Bemerton Heath Harlequins | 5-3       | Reading Town              | 41                             |
| 144    | Brockenhurst              | 2-0       | Witney United             | 55                             |
| 145    | Abingdon Town             | 2-1       | Ardley United             | 50                             |
| 146    | Flackwell Heath           | 1-2       | Moneyfields               | 42                             |
| 147    | Thame United              | 1-2       | Downton                   | 43                             |
| 148    | Holmer Green              | 0-1       | Melksham Town             | 45                             |
| 149    | North Leigh               | 4-0       | Devizes Town              | 55                             |
| 150    | New Milton Town           | 1-5       | AFC Totton                | 90                             |
| 151    | Bicester Town             | 1-1       | Milton United             | 47                             |
| replay | Milton United             | 0-1       | Bicester Town             | 135                            |
| 152    | Hungerford Town           | 0-0       | Calne Town                | 92                             |
| replay | Calne Town                | 0-3       | Hungerford Town           | 92                             |
| 153    | Lymington Town            | 4-1       | AFC Wallingford           | 60 (played at New Milton Town) |
| 154    | Marlow United             | 1-2       | Cove                      | 182                            |
| 155    | Minehead                  | 4-0       | Harrow Hill               | 43                             |
| 156    | Saltash United            | 2-1       | Almondsbury Town          | 104                            |
| 157    | Shortwood United          | 1-0       | Bishop Sutton             | 65                             |
| 158    | Shepton Mallet            | 2-2       | Radstock Town             | 61                             |
| replay | Radstock Town             | 0-2       | Shepton Mallet            | 56                             |
| 159    | Bitton                    | 2-0       | Bideford                  | 108                            |
| 160    | Street                    | 2-5       | Wimborne Town             | 110                            |
| 161    | Barnstaple Town           | 4-1       | Clevedon United           | 112                            |
| 162    | Liskeard Athletic         | 2-2       | Shaftesbury               | 74                             |
| replay | Shaftesbury               | 0-3       | Liskeard Athletic         | 119                            |
| 163    | Tavistock                 | 1-3       | Bodmin Town               | 120                            |
| 164    | Keynsham Town             | 1-2       | St Blazey                 | 45                             |
| 165    | Poole Town                | 0-2       | Dawlish Town              | 130                            |
| 166    | Torrington                | (w/o)2    | Hamworthy United          | N/A                            |
| 167    | Hallen                    | 4-2       | Fairford Town             | 46                             |
| 168    | Bridport                  | 0-5       | Welton Rovers             | 86                             |
| 169    | Chard Town                | 1-3       | Sherborne Town            | 110                            |
| 170    | Odd Down                  | 2-0       | Bristol Manor Farm        | 51                             |
| 171    | Falmouth Town             | 1-2       | Frome Town                | 147                            |

## Ronda Preliminar
Partidos jugados el 1 de septiemebre del 2007.
| N.º | Equipo local              | Resultado | Equipo visita               | Asistencia |
| --- | ------------------------- | --------- | --------------------------- | ---------- |
| 1   | Jarrow Roofing            | 1-0       | Norton & Stockton           | 50         |
| 2   | Chester-Le-Street Town    | 2-1       | Billingham Synthonia        | 103        |
| 3   | Winterton Rangers         | 1-0       | Morpeth Town                | 55         |
| 4   | Selby Town                | 4-0       | Pickering Town              | 134        |
| 5   | Horden Colliery Welfare   | 2-1       | Marske United               | 85         |
| 6   | West Auckland Town        | 1-0       | Wakefield                   | 89         |
| 7   | Thackley                  | 1-3       | Newcastle Blue              | 139        |
| 8   | Liversedge                | 2-0       | Dunston Federation          | 159        |
| 9   | Bridlington Town          | 1-2       | Newcastle Benfield          | 173        |
| 10  | Silsden                   | 0-3       | Durham City                 | 112        |
| 11  | Spennymoor Town           | 3-2       | Garforth Town               | 227        |
| 12  | Shildon                   | 5-4       | Goole                       | 170        |
| 13  | Brigg Town                | 4-0       | South Shields               | 116        |
| 14  | Billingham Town           | 3-2       | Tow Law Town                | 212        |
| 15  | Hall Road Rangers         | 1-0       | Crook Town                  | 97         |
| 16  | Esh Winning               | 1-4       | Harrogate Railway Athletic  | 70         |
| 17  | Consett                   | 4-0       | Darlington Railway Athletic | 120        |
| 18  | Ossett Albion             | 0-1       | Bradford Park Avenue        | 278        |
| 19  | Cheadle Town              | 3-0       | Ashton Town                 | 74         |
| 20  | Chorley                   | 2-0       | Warrington Town             | 322        |
| 21  | Atherton Collieries       | 3-1       | Bacup Borough               | 52         |
| 22  | Parkgate                  | 2-1       | Alsager Town                | 52         |
| 23  | Clitheroe                 | 3-2       | St Helens Town              | 210        |
| 24  | Congleton Town            | 1-5       | Colwyn Bay                  | 208        |
| 25  | Maine Road                | 0-3       | Skelmersdale United         | 89         |
| 26  | Winsford United           | 1-3       | Penrith                     | 108        |
| 27  | Radcliffe Borough         | 3-0       | Lancaster City              | 156        |
| 28  | Colne                     | 1-3       | Nantwich Town               | 127        |
| 29  | Trafford                  | 2-5       | FC United of Manchester     | 2,238      |
| 30  | Mossley A.F.C.            | 1-2       | Woodley Sports              | 210        |
| 31  | Rossendale                | 0-2       | Dinnington Town             | 89         |
| 32  | AFC Emley                 | 1-2       | Hallam                      | 202        |
| 33  | Flixton                   | 1-0       | Salford City                | 133        |
| 34  | Cammell Laird             | 2-0       | Sheffield                   | 130        |
| 35  | Bamber Bridge             | 2-0       | Oldham Town                 | 115        |
| 36  | Stocksbridge Park Steels  | 3-2       | Curzon Ashton               | 96         |
| 37  | Leamington                | 1-0       | Shifnal Town                | 581        |
| 38  | Bromyard Town             | 1-4       | Shepshed Dynamo             | 78         |
| 39  | Retford United            | 1-2       | Tipton Town                 | 223        |
| 40  | Rushall Olympic           | 3-0       | Boldmere St Michaels        | 101        |
| 41  | Pelsall Villa             | 1-6       | Quorn                       | 84         |
| 42  | Westfields                | 2-3       | Causeway United             | 92         |
| 43  | Glapwell                  | 1-0       | Stone Dominoes              | 60         |
| 44  | Long Eaton                | 3-4       | Mickleover Sports           | 105        |
| 45  | Bolehall Swifts           | 1-3       | Alvechurch                  | 86         |
| 46  | Brierley Hill & Withymoor | 1-0       | Staveley Miners Welfare     | 94         |
| 47  | Romulus                   | (6)4-4(7) | Sutton Coldfield Town       | 312        |
| 48  | Evesham United            | 1-0       | Gresley Rovers              | 123        |
| 49  | Market Drayton Town       | 4-0       | Loughborough Dynamo         | 115        |
| 50  | New Mills                 | 1-3       | Atherstone Town             | 234        |
| 51  | Rocester                  | 1-0       | Wellington (Herefords)      | 102        |
| 52  | Southam United            | 0-2       | Stratford Town              | 155        |
| 53  | Stourbridge               | 2-1       | Highgate United             | 144        |
| 54  | Barwell                   | 0-4       | Biddulph Victoria           | 92         |
| 55  | Chasetown                 | 4-1       | Oadby Town                  | 321        |
| 56  | Bedworth United           | 1-0       | South Normanton Athletic    | 133        |
| 57  | Rainworth Miners          | 2-1       | Teversal                    | 185        |
| 58  | Willenhall Town           | 3-1       | Barnt Green Spartak         | 108        |
| 59  | Carlton Town              | 2-1       | Pilkington XXX              | 107        |
| 60  | Gedling Town              | 5-0       | Meir K A                    | 0          |
| 61  | Oldbury United            | 1-3       | Kidsgrove Athletic          | 74         |
| 62  | Stourport Swifts          | 5-8       | Belper Town                 | 96         |
| 63  | Malvern Town              | 3-0       | Glossop North               | 63         |
| 64  | Dereham Town              | 0-1       | Deeping Rangers             | 230        |
| 65  | Diss Town                 | 0-1       | Kirkley & Pakefield         | 170        |
| 66  | Ipswich Wanderers         | 1-10      | Needham Market              | 176        |
| 67  | Ely City                  | 0-1       | Boston Town                 | 166        |
| 68  | Yaxley                    | 0-3       | Soham Town Rangers          | 146        |
| 69  | Spalding United           | 5-1       | Norwich United              | 104        |
| 70  | Grantham Town             | 2-1       | Blackstones                 | 232        |
| 71  | Haverhill Rovers          | 4-2       | Walsham                     | 0          |
| 72  | Mildenhall Town           | 2-1       | St Ives Town                | 176        |
| 73  | Holbeach United           | 2-0       | Newmarket Town              | 132        |
| 74  | Debenham L C              | 2-0       | Gorleston                   | 125        |
| 75  | Woodbridge Town           | 0-2       | Wroxham                     | 91         |
| 76  | A.F.C. Sudbury            | 2-3       | Bury Town                   | 406        |
| 77  | Stanway Rovers            | 0-3       | Saffron Walden Town         | 89         |
| 78  | Wivenhoe Town             | 0-4       | Concord Rangers             | 94         |
| 79  | Tilbury                   | 0-4       | Wakering Rovers             | 79         |
| 80  | Barking                   | (3)1-1(4) | Hillingdon Borough          | TBC        |
| 81  | Hertford Town             | 2-0       | Tring Athletic              | 145        |

| N.º | Equipo local             | Resultado | Equipo visita             | Asistencia |
| --- | ------------------------ | --------- | ------------------------- | ---------- |
| 82  | Enfield Town             | 2-1       | A.F.C. Hayes              | 209        |
| 83  | Rothwell Town            | 2-1       | Canvey Island             | 232        |
| 84  | Dunstable Town           | 3-1       | Wingate & Finchley        | 112        |
| 85  | Aveley                   | 2-1       | Berkhamsted Town          | 66         |
| 86  | Harwich & Parkeston      | 2-0       | Ilford                    | 183        |
| 87  | Northwood                | 1-0       | Uxbridge                  | 193        |
| 88  | Bedford                  | 0-3       | Broxbourne Borough V & E  | 60         |
| 89  | Arlesey Town             | 0-1       | Brentwood Town            | 118        |
| 90  | Potters Bar Town         | 5-1       | Langford                  | 64         |
| 91  | Wellingborough Town      | 0-2       | Waltham Forest            | 156        |
| 92  | Wembley                  | 1-4       | Ware                      | 74         |
| 93  | Leighton Town            | 3-1       | F.C. Clacton              | 125        |
| 94  | Maldon Town              | 5-0       | Eton Manor                | 72         |
| 95  | Barkingside              | 2-1       | Hanwell Town              | 127        |
| 96  | Stotfold                 | 7-2       | Potton United             | 103        |
| 97  | Cockfosters              | 0-1       | Welwyn Garden City        | 83         |
| 98  | Oxhey Jets               | 1-4       | Burnham Ramblers          | 73         |
| 99  | Tiptree United           | 2-0       | London APSA               | 77         |
| 100 | Raunds Town              | 1-5       | Edgware Town              | 79         |
| 101 | Barton Rovers            | 5-0       | Long Buckby               | 100        |
| 102 | Witham Town              | 2-3       | Waltham Abbey             | 108        |
| 103 | Stansted                 | 4-1       | St Margaretsbury          | 145        |
| 104 | Northampton Spencer      | 2-1       | North Greenford United    | 87         |
| 105 | Redbridge                | 1-2       | Woodford United           | 69         |
| 106 | Corinthian Casuals       | 1-2       | Deal Town                 | 83         |
| 107 | Molesey                  | 1-2       | Arundel                   | 121        |
| 108 | Walton & Hersham         | 3-0       | Hassocks                  | 101        |
| 109 | Burgess Hill Town        | 7-0       | Banstead Athletic         | 149        |
| 110 | Dartford                 | 3-0       | Leatherhead               | 879        |
| 111 | Slade Green              | 1-6       | Croydon                   | 68         |
| 112 | Ringmer                  | 1-4       | Chatham Town              | 102        |
| 113 | Selsey                   | 1-0       | Lordswood                 | 120        |
| 114 | Sittingbourne            | 1-0       | Chertsey Town             | 194        |
| 115 | Ash United               | 0-3       | Camberley Town            | 154        |
| 116 | Metropolitan Police      | 0-1       | Croydon Athletic          | 94         |
| 117 | Eastbourne Town          | 2-1       | Kingstonian               | 368        |
| 118 | Colliers Wood United     | 7-6       | Faversham Town            | 55         |
| 119 | Redhill                  | 0-1       | Dover Athletic            | 302        |
| 120 | Herne Bay                | 2-0       | Guildford City            | 198        |
| 121 | Erith & Belvedere        | 2-0       | Ashford Town (Kent)       | 216        |
| 122 | Dulwich Hamlet           | 2-0       | Three Bridges             | 206        |
| 123 | East Preston             | (5)1-1(6) | Horley Town               | 71         |
| 124 | Walton Casuals           | 1-3       | Sevenoaks Town            | 68         |
| 125 | Thamesmead Town          | 3-1       | Whitstable Town           | 75         |
| 126 | Erith Town               | 1-0       | VCD Athletic              | 67         |
| 127 | Littlehampton Town       | 3-2       | Chipstead                 | 67         |
| 128 | Tooting & Mitcham United | 1-2       | Cray Wanderers            | 240        |
| 129 | Hailsham Town            | (5)1-1(6) | Crowborough Athletic      | 192        |
| 130 | Hythe Town               | 2-1       | Whyteleafe                | 139        |
| 131 | Worthing                 | 3-0       | Godalming Town            | 292        |
| 132 | Horsham YMCA             | 4-1       | Chessington & Hook United | 74         |
| 133 | Wootton Bassett Town     | 2-1       | Bracknell Town            | 171        |
| 134 | Slough Town              | 1-4       | Fleet Town                | 203        |
| 135 | Marlow                   | 0-3       | Windsor & Eton            | 191        |
| 136 | Melksham Town            | 4-0       | Bicester Town             | 51         |
| 137 | Brockenhurst             | 3-0       | Burnham                   | 107        |
| 138 | Christchurch             | 2-4       | Didcot Town               | 126        |
| 139 | Chalfont St Peter        | 1-0       | Hamble ASSC               | 53         |
| 140 | Winchester City          | 0-2       | Moneyfields               | 181        |
| 141 | Sandhurst Town           | (4)0-(3)0 | Fareham Town              | 91         |
| 142 | Hungerford Town          | 0-3       | Beaconsfield SYCOB        | 72         |
| 143 | Farnborough              | 0-2       | Chesham United            | 423        |
| 144 | Aylesbury United         | 4-2       | Newport (IW)              | 206        |
| 145 | Henley Town              | 3-2       | Bemerton Heath Harlequins | 68         |
| 146 | Abingdon Town            | 2-3       | A.F.C. Totton             | 70         |
| 147 | Abingdon United          | 5-2       | Downton                   | 124        |
| 148 | Cove                     | 1-6       | Gosport Borough           | TBC        |
| 149 | Andover                  | 3-4       | Oxford City               | 166        |
| 150 | VT                       | 2-1       | North Leigh               | 110        |
| 151 | Corsham Town             | 2-1       | Lymington Town            | 129        |
| 152 | Kidlington               | 2-3       | Thatcham Town             | 95         |
| 153 | Slimbridge               | (w/o)3    | Bitton                    | N/A        |
| 154 | Brislington              | 0-5       | Wimborne Town             | 64         |
| 155 | Dawlish Town             | 1-2       | Bishop's Cleeve           | 82         |
| 156 | Shepton Mallet           | 0-2       | Hallen                    | 79         |
| 157 | Shortwood United         | 2-1       | Frome Town                | 86         |
| 158 | Cinderford Town          | 3-2       | Elmore                    | 81         |
| 159 | St Blazey                | 0-3       | Paulton Rovers            | 0          |
| 160 | Bridgwater Town          | 3-1       | Minehead                  | 299        |
| 161 | Barnstaple Town          | 0-6       | Truro City                | 383        |
| 162 | Sherborne Town           | 3-2       | Liskeard Athletic         | 105        |
| 163 | Willand Rovers           | 2-3       | Hamworthy United          | 90         |
| 164 | Bodmin Town              | 4-0       | Ilfracombe Town           | 97         |
| 165 | Saltash United           | 2-3       | Taunton Town              | 145        |
| 166 | Welton Rovers            | 1-0       | Odd Down                  | 64         |

## Clasificación de la primera ronda
Partidos jugados el sábado 15 de septiembre de 2008.

| N.º                                       | Equipo Local                                | Resultado | Equipo visita                               | Asistencia                 |
| ----------------------------------------- | ------------------------------------------- | --------- | ------------------------------------------- | -------------------------- |
| 1                                         | Bradford Park Avenue                        | (w/o)6    | Scarborough                                 | N/A                        |
| 2                                         | West Auckland Town                          | 3-2       | Winterton Rangers                           | 64                         |
| 3                                         | Newcastle Benfield                          | 2-1       | Newcastle Blue Star                         | 142                        |
| 4                                         | Whitby Town                                 | 3-2       | Shildon                                     | 346                        |
| 5                                         | Chester-Le-Street Town                      | 1-1       | Harrogate Railway Athletic                  | 100                        |
| replay                                    | Harrogate Railway Athletic                  | 3-0       | Chester-Le-Street Town                      | 104                        |
| 6                                         | Consett                                     | 3-0       | Ossett Town                                 | 186                        |
| 7                                         | Hall Road Rangers                           | 2-3       | Billingham Town                             | 97                         |
| 8                                         | Gateshead                                   | 6-1       | Selby Town                                  | 384                        |
| 9                                         | Liversedge                                  | 1-0       | North Ferriby United                        | 210                        |
| 10                                        | Spennymoor Town                             | 2-1       | Brigg Town                                  | 217                        |
| 11                                        | Horden Colliery Welfare                     | 1-1       | Jarrow Roofing Boldon Community Association | 46                         |
| replay                                    | Jarrow Roofing Boldon Community Association | 1-2       | Horden Colliery Welfare                     | 78                         |
| 12                                        | Durham City                                 | 1-3       | Guiseley A.F.C.                             | 124 (played at Washington) |
| 13                                        | Dinnington Town                             | 2-2       | Penrith Town                                | 268                        |
| replay                                    | Penrith Town                                | 1-2       | Dinnington Town                             | 115                        |
| 14                                        | Flixton                                     | 2-2       | Bamber Bridge                               | 103                        |
| replay                                    | Bamber Bridge                               | 3-1       | Flixton                                     | 154                        |
| 15                                        | Fleetwood Town                              | 2-1       | FC United of Manchester                     | 3,112                      |
| 16                                        | Witton Albion                               | 1-2       | Prescot Cables                              | 335                        |
| 17                                        | Hallam                                      | 0-1       | Woodley Sports                              | 80                         |
| 18                                        | Frickley Athletic                           | 1-2       | Stocksbridge Park Steels                    | 230                        |
| 19                                        | Nantwich Town                               | 3-2       | Ashton United                               | 403                        |
| 20                                        | Chorley                                     | 2-2       | Clitheroe                                   | 345                        |
| replay                                    | Clitheroe                                   | 1-1       | Chorley                                     | 300                        |
| Clitheroe ganó 4-3 en los penaltis        |                                             |           |                                             |                            |
| 21                                        | Colwyn Bay                                  | 2-1       | Parkgate                                    | 321                        |
| 22                                        | Skelmersdale United                         | 2-0       | Marine                                      | 259                        |
| 23                                        | Radcliffe Borough                           | 4-1       | Cammell Laird                               | 160                        |
| 24                                        | Atherton Collieries                         | 2-5       | Cheadle Town                                | 67                         |
| 25                                        | Worksop Town                                | 0-1       | Kendal Town                                 | 248                        |
| 26                                        | Stourbridge                                 | 2-0       | Leamington                                  | 386                        |
| 27                                        | Kidsgrove Athletic                          | 2-07      | Willenhall Town                             | 127                        |
| 28                                        | Rushall Olympic                             | 4-1       | Atherstone Town                             | 161                        |
| 29                                        | Rocester                                    | 0-1       | Chasetown                                   | 207                        |
| 30                                        | Belper Town                                 | 3-0       | Causeway United                             | 147                        |
| 31                                        | Bromsgrove Rovers                           | 1-1       | Shepshed Dynamo                             | 348                        |
| replay                                    | Shepshed Dynamo                             | 0-2       | Bromsgrove Rovers                           | 242                        |
| 32                                        | Glapwell                                    | 3-2       | Rugby Town                                  | 153                        |
| 33                                        | Quorn                                       | 5-0       | Alvechurch                                  | 149                        |
| 34                                        | Halesowen Town                              | 4-0       | Malvern Town                                | 328                        |
| 35                                        | Biddulph Victoria                           | 1-3       | Rainworth Miners Welfare                    | 107                        |
| 36                                        | Sutton Coldfield Town                       | 2-1       | Ilkeston Town                               | 101                        |
| 37                                        | Carlton Town                                | 2-4       | Matlock Town                                | 187                        |
| 38                                        | Hednesford Town                             | 0-0       | Stratford Town                              | 380                        |
| replay                                    | Stratford Town                              | 0-1       | Hednesford Town                             | 196                        |
| 39                                        | Evesham United                              | 1-1       | Tipton Town                                 | 111                        |
| replay                                    | Tipton Town                                 | 0-2       | Evesham United                              | 80                         |
| 40                                        | Brierley Hill & Withymoor                   | 1-2       | Market Drayton Town                         | 108                        |
| 41                                        | Bedworth United                             | 2-1       | Eastwood Town                               | 173                        |
| 42                                        | Gedling Town                                | 3-1       | Mickleover Sports                           | 80                         |
| 43                                        | Leek Town                                   | 2-1       | Buxton                                      | 653                        |
| 44                                        | Holbeach United                             | 0-2       | Debenham L C                                | 236                        |
| 45                                        | Kirkley & Pakefield                         | 2-1       | Wroxham                                     | 241                        |
| 46                                        | Boston Town                                 | 0-4       | Soham Town Rangers                          | 122                        |
| 47                                        | Bury Town                                   | 2-0       | Deeping Rangers                             | 252                        |
| 48                                        | Lincoln United                              | 1-2       | Kings Lynn                                  | 271                        |
| 49                                        | Grantham Town                               | 1-1       | Needham Market                              | 271                        |
| replay                                    | Needham Market                              | 0-1       | Grantham Town                               | 227                        |
| 50                                        | Stamford A.F.C.                             | 5-0       | Spalding United                             | 319                        |
| 51                                        | Mildenhall Town                             | 1-1       | Haverhill Rovers                            | 213                        |
| replay                                    | Haverhill Rovers                            | 0-0       | Mildenhall Town                             | 222                        |
| Haverhill Rovers ganó 5-4 en los penaltis |                                             |           |                                             |                            |
| 52                                        | Hemel Hempstead Town                        | 4-0       | East Thurrock United                        | 246                        |
| 53                                        | Hillingdon Borough                          | 1-0       | Northampton Spencer                         | 85                         |
| 54                                        | Dunstable Town                              | 1-0       | Waltham Abbey                               | 131                        |
| 55                                        | Hertford Town                               | 3-3       | Barkingside                                 | 101                        |
| replay                                    | Barkingside                                 | 3-1       | Hertford Town                               | 102                        |
| 56                                        | Edgware Town                                | 2-0       | Potters Bar Town                            | 81                         |
| 57                                        | Chelmsford City                             | 5-0       | Burnham Ramblers                            | 787                        |
| 58                                        | Barton Rovers                               | 0-0       | Corby Town                                  | 165                        |
| replay                                    | Corby Town                                  | 3-1       | Barton Rovers                               | 166                        |
| 59                                        | Harwich & Parkeston                         | 0-0       | Woodford United                             | 140                        |
| replay                                    | Woodford United                             | 3-1       | Harwich & Parkeston                         | 107                        |
| 60                                        | Enfield Town                                | 1-1       | Rothwell Town                               | 172                        |
| replay                                    | Rothwell Town                               | 1-1       | Enfield Town                                | 168                        |
| Enfield Town ganó 4-3 en los penaltis     |                                             |           |                                             |                            |
| 61                                        | Broxbourne Borough V&E                      | 1-1       | Bedford Town                                | 172                        |
| replay                                    | Bedford Town                                | 2-0       | Broxbourne Borough V&E                      | 261                        |
| 62                                        | Saffron Walden Town                         | 1-2       | Maldon Town                                 | 208                        |
| 63                                        | A.F.C. Hornchurch                           | 3-1       | Cheshunt                                    | 368                        |
| 64                                        | Welwyn Garden City                          | 2-8       | Billericay Town                             | 122                        |

| N.º                               | Equipo Local          | Resultado | Equipo visita         | Asistencia                 |
| --------------------------------- | --------------------- | --------- | --------------------- | -------------------------- |
| 65                                | Hendon                | 1-1       | Aveley                | 128                        |
| replay                            | Aveley                | 2-3       | Hendon                | 95                         |
| 66                                | Boreham Wood          | 1-0       | Northwood             | 156                        |
| 67                                | Ware                  | 0-0       | Great Wakering Rovers | 125                        |
| replay                            | Great Wakering Rovers | 4-5       | Ware                  | 121                        |
| 68                                | Stotfold              | 3-2       | Stansted              | 118                        |
| 69                                | Wealdstone            | 1-0       | Waltham Forest        | 153                        |
| 70                                | Harrow Borough        | 2-3       | Hitchin Town          | 186                        |
| 71                                | Harlow Town           | 2-0       | Concord Rangers       | 212                        |
| 72                                | Brackley Town         | 0-0       | Staines Town          | 251                        |
| replay                            | Staines Town          | 0-0       | Brackley Town         |                            |
| Staines Town won 5-4 on penalties |                       |           |                       |                            |
| 73                                | Heybridge Swifts      | 4-3       | Leyton                | 153                        |
| 74                                | Ashford Town (Middx)  | 0-1       | Leighton Town         | 77                         |
| 75                                | London APSA           | 0-47      | Brentwood Town        | (Played at Brentwood Town) |
| 76                                | Dulwich Hamlet        | 2-2       | Deal Town             | 209                        |
| replay                            | Deal Town             | 1-3       | Dulwich Hamlet        | 186                        |
| 77                                | Hythe Town            | 3-1       | Littlehampton Town    | 130                        |
| 78                                | Burgess Hill Town     | 0-2       | Dover Athletic        | 324                        |
| 79                                | Herne Bay             | 1-0       | Sevenoaks Town        | 240                        |
| 80                                | Worthing              | 0-0       | Croydon               | 365                        |
| replay                            | Croydon               | 0-1       | Worthing              | 130                        |
| 81                                | Horsham               | 7-1       | Arundel               | 326                        |
| 82                                | Chatham Town          | 0-3       | Margate               | 287                        |
| 83                                | Dartford              | 1-1       | Sittingbourne         | 870                        |
| replay                            | Sittingbourne         | 1-5       | Dartford              | 303                        |
| 84                                | Folkestone Invicta    | 1-1       | Horsham YMCA          | 289                        |
| replay                            | Horsham YMCA          | 0-2       | Folkestone Invicta    | 105                        |
| 85                                | Horley Town           | 0-1       | Erith Town            | 106                        |
| 86                                | Croydon Athletic      | 1-1       | Tonbridge Angels      | 177                        |
| replay                            | Tonbridge Angels      | 4-2       | Croydon Athletic      | 259                        |
| 87                                | Cray Wanderers        | 2-6       | A.F.C. Wimbledon      | 933                        |
| 88                                | Maidstone United      | 3-0       | Erith & Belvedere     | 351                        |
| 89                                | Eastbourne Town       | 1-1       | Walton & Hersham      | 187                        |
| replay                            | Walton & Hersham      | 2-1       | Eastbourne Town       | 101                        |
| 90                                | Camberley Town        | 4-2       | Colliers Wood United  | 84                         |
| 91                                | Thamesmead Town       | 2-4       | Carshalton Athletic   | 80                         |
| 92                                | Crowborough Athletic  | 2-1       | Selsey                | 96                         |
| 93                                | Hastings United       | 0-1       | Ramsgate              | 481                        |
| 94                                | VT                    | 1-1       | Bashley               | 207                        |
| replay                            | Bashley               | 4-3       | VT                    | 166                        |
| 95                                | Didcot Town           | 0-1       | Windsor & Eton        | 270                        |
| 96                                | Sandhurst Town        | 1-6       | Chalfont St Peter     | 65                         |
| 97                                | Banbury United        | 1-4       | Aylesbury United      | 419                        |
| 98                                | Fleet Town            | 0-0       | Gosport Borough       | 186                        |
| replay                            | Gosport Borough       | 1-3       | Fleet Town            | 152                        |
| 99                                | Oxford City           | 4-2       | Swindon Supermarine   | 158                        |
| 100                               | Abingdon United       | 1-1       | A.F.C. Totton         | 95                         |
| replay                            | A.F.C. Totton         | 4-1       | Abingdon United       | 129                        |
| 101                               | Corsham Town          | 1-0       | Melksham Town         | 252                        |
| 102                               | Moneyfields           | 1-0       | Thatcham Town         | 116                        |
| 103                               | Chesham United        | 5-1       | Henley Town           | 273                        |
| 104                               | Brockenhurst          | 1-1       | Wootton Bassett Town  | 124                        |
| replay                            | Wootton Bassett Town  | 1-5       | Brockenhurst          | 162                        |
| 105                               | Beaconsfield SYCOB    | 1-1       | Chippenham Town       | 144                        |
| replay                            | Chippenham Town       | 2-0       | Beaconsfield SYCOB    | 272                        |
| 106                               | Mangotsfield United   | 3-0       | Taunton Town          | 211                        |
| 107                               | Yate Town             | 1-5       | Gloucester City       | 309                        |
| 108                               | Tiverton Town         | 0-3       | Shortwood United      | 374                        |
| 109                               | Hamworthy United      | 3-3       | Bishop's Cleeve       | 98                         |
| replay                            | Bishop's Cleeve       | 0-1       | Hamworthy United      | 80                         |
| 110                               | Bridgwater Town       | 0-2       | Paulton Rovers        | 339                        |
| 111                               | Hallen                | 1-0       | Sherborne Town        | 38                         |
| 112                               | Cirencester Town      | 1-1       | Cinderford Town       | 170                        |
| replay                            | Cinderford Town       | 1-2       | Cirencester Town      | 120                        |
| 113                               | Team Bath             | 2-0       | Bodmin Town           | 92                         |
| 114                               | Welton Rovers         | 0-2       | Truro City            | 156                        |
| 115                               | Clevedon Town         | 4-0       | Wimborne Town         | 173                        |
| 116                               | Bitton                | 2-4       | Merthyr Tydfil        | 159                        |

6 Scarborough removido.

7 Juegos pospuestos pendientes de investigación de la FA.

## Primera Ronda
Esta ronda es la primera en la que los equipos de la Liga de Fútbol de la Liga Uno y la Liga Dos compiten con los equipos que no pertenecen a la Liga.
- Los partidos se jugaron durante el fin de semana del 10 de noviembre y el 11 de noviembre de 2007.
- Leeds United, ahora un equipo de tercer nivel, hizo su primera entrada a la Copa FA y sufrió una sorpresa 1-0 en su derrota en casa ante el Hereford United en la repetición que siguió a un empate sin goles.

| #                                      | Local                      | Resultado | Visitante              | Asistencia |
| -------------------------------------- | -------------------------- | --------- | ---------------------- | ---------- |
| 1                                      | Darlington                 | 1–1       | Northampton Town       | 2,964      |
| Replay                                 | Northampton Town           | 2 – 1     | Darlington             | 2,895      |
| 2                                      | Hampton & Richmond Borough | 0–3       | Dagenham & Redbridge   | 2,252      |
| 3                                      | Torquay United             | 4–1       | Yeovil Town            | 3,718      |
| 4                                      | Leyton Orient              | 1–1       | Bristol Rovers         | 3,157      |
| Replay                                 | Bristol Rovers             | 3 – 3     | Leyton Orient          | 3,742      |
| Bristol Rovers gana 6–5 en los penales |                            |           |                        |            |
| 5                                      | Bury                       | 4–1       | Workington             | 2,641      |
| 6                                      | Barnet                     | 2–1       | Gillingham             | 2,843      |
| 7                                      | Accrington Stanley         | 2 – 3     | Huddersfield Town      | 2,202      |
| 8                                      | Barrow                     | 1–1       | AFC Bournemouth        | 2,203      |
| Replay                                 | AFC Bournemouth            | 3 – 2     | Barrow                 | 2,969      |
| 9                                      | Forest Green Rovers        | 2–2       | Rotherham United       | 2,102      |
| Replay                                 | Rotherham United           | 0 – 3     | Forest Green Rovers    | 2,754      |
| 10                                     | Southend United            | 2–1       | Rochdale               | 5,180      |
| 11                                     | Team Bath                  | 0–2       | Chasetown              | 2,067      |
| 12                                     | Bradford City              | 1–0       | Chester City           | 4,069      |
| 13                                     | Morecambe                  | 0–2       | Port Vale              | 2,730      |
| 14                                     | Hereford United            | 0–0       | Leeds United           | 5,924      |
| Replay                                 | Leeds United               | 0 – 1     | Hereford United        | 11,315     |
| 15                                     | Mansfield Town             | 3–0       | Lewes                  | 2,607      |
| 16                                     | Gainsborough Trinity       | 0–6       | Hartlepool United      | 2,402      |
| 17                                     | Exeter City                | 4–0       | Stevenage Borough      | 3,513      |
| 18                                     | Oldham Athletic            | 2–2       | Doncaster Rovers       | 4,280      |
| Replay                                 | Doncaster Rovers           | 1 – 2     | Oldham Athletic        | 4,340      |
| 19                                     | Peterborough United        | 4–1       | Wrexham                | 4,266      |
| 20                                     | Halifax Town               | 0–4       | Burton Albion          | 1,936      |
| 21                                     | York City                  | 0–1       | Havant & Waterlooville | 2,001      |
| 22                                     | Harrogate Railway          | 2–0       | Droylsden              | 884        |
| 23                                     | Rushden & Diamonds         | 3–1       | Macclesfield Town      | 1,759      |
| 24                                     | Ware                       | 0–2       | Kidderminster Harriers | 2,123      |
| 25                                     | Walsall                    | 2–0       | Shrewsbury Town        | 4,972      |
| 26                                     | Horsham                    | 4–1       | Maidenhead United      | 3,379      |
| 27                                     | Altrincham                 | 1–2       | Millwall               | 2,457      |
| 28                                     | Cheltenham Town            | 1–1       | Brighton & Hove Albion | 2,984      |
| Replay                                 | Brighton & Hove Albion     | 2 – 1     | Cheltenham Town        | 3,711      |
| 29                                     | Stockport County           | 1–1       | Staines Town           | 3,460      |
| Replay                                 | Staines Town               | 1 – 1     | Stockport County       | 2,860      |
| Staines Town gana 4–3 en los penales   |                            |           |                        |            |
| 30                                     | Crewe Alexandra            | 2–1       | Milton Keynes Dons     | 3,049      |
| 31                                     | Lincoln City               | 1–1       | Nottingham Forest      | 7,361      |
| Replay                                 | Nottingham Forest          | 3 – 1     | Lincoln City           | 6,783      |
| 32                                     | Cambridge United           | 2–1       | Aldershot Town         | 2,641      |
| 33                                     | Notts County               | 3–0       | Histon                 | 4,344      |
| 34                                     | Oxford United              | 3–1       | Northwich Victoria     | 2,972      |
| 35                                     | Billericay Town            | 1–2       | Swansea City           | 2,334      |
| 36                                     | Carlisle United            | 1–1       | Grimsby Town           | 5,128      |
| Replay                                 | Grimsby Town               | 1 – 0     | Carlisle United        | 2,008      |
| 37                                     | Eastbourne Borough         | 0–4       | Weymouth               | 2,711      |
| 38                                     | Chesterfield               | 1–2       | Tranmere Rovers        | 4,296      |
| 39                                     | Wycombe Wanderers          | 1–2       | Swindon Town           | 3,332      |
| 40                                     | Luton Town                 | 1–1       | Brentford              | 4,167      |
| Replay                                 | Brentford                  | 0 – 2     | Luton Town             | 2,643      |

## Segunda Ronda
- El sorteo se realizó el 11 de noviembre de 2007.
- Las eliminatorias se jugaron durante el fin de semana del 1 de diciembre de 2007.

| #      | Local                      | Resultado | Visitante              | Asistencia |
| ------ | -------------------------- | --------- | ---------------------- | ---------- |
| 1      | Oxford United              | 0–0       | Southend United        | 5,163      |
| Replay | Southend United            | 3 – 0     | Oxford United          | 2,740      |
| 2      | Swindon Town               | 3–2       | Forest Green Rovers    | 7,588      |
| 3      | Oldham Athletic            | 1–0       | Crewe Alexandra        | 3,900      |
| 4      | Northampton Town           | 1–1       | Walsall                | 3,887      |
| Replay | Walsall                    | 1 – 0     | Northampton Town       | 3,066      |
| 5      | Cambridge United           | 1–0       | Weymouth               | 4,552      |
| 6      | Millwall                   | 2–1       | AFC Bournemouth        | 4,495      |
| 7      | Staines Town               | 0–5       | Peterborough United    | 2,460      |
| 8      | Bradford City              | 0–3       | Tranmere Rovers        | 6,379      |
| 9      | Torquay United             | 0–2       | Brighton & Hove Albion | 4,010      |
| 10     | Notts County               | 0–1       | Havant & Waterlooville | 3,810      |
| 11     | Dagenham & Redbridge       | 3–1       | Kidderminster Harriers | 1,493      |
| 12     | Port Vale                  | 1–1       | Chasetown              | 5,875      |
| Replay | Chasetown                  | 1 – 0     | Port Vale              | 1,986      |
| 13     | Bristol Rovers             | 5–1       | Rushden & Diamonds     | 4,816      |
| 14     | Huddersfield Town          | 3–0       | Grimsby Town           | 6,729      |
| 15     | Burton Albion              | 1–1       | Barnet                 | 2,769      |
| Replay | Barnet                     | 1 – 0     | Burton Albion          | 1,379      |
| 16     | Bury                       | 1–0       | Exeter City            | 2,725      |
| 17     | Luton Town                 | 1–0       | Nottingham Forest      | 5,758      |
| 18     | Horsham                    | 1–1       | Swansea City           | 2,731      |
| Replay | Swansea City               | 6 – 2     | Horsham                | 5,911      |
| 19     | Hereford United            | 2–0       | Hartlepool United      | 3,801      |
| 20     | Harrogate Railway Athletic | 2–3       | Mansfield Town         | 1,486      |

## Tercera Ronda
Esta ronda marca la primera vez que los equipos de la Championship y la Premier League (de primera clase) juegan. Los partidos se jugaron el fin de semana del sábado 5 de enero de 2008. El sorteo se realizó el 2 de diciembre de 2007 a las 15:15 GMT por Kevin Beattie y Sammy Nelson, adjudicado por  Sir Trevor Brooking.
Los involucrados en el sorteo de la Tercera Ronda por primera vez en la historia estuvieron Havant & Waterlooville y Chasetown. Chasetown es el equipo con la clasificación más baja que haya alcanzado esta etapa de la Copa FA. El sorteo produjo pocos lazos importantes, con la excepción de Chelsea que fue sorteado con su rival del oeste de Londres, Queens Park Rangers, y Aston Villa emperejado con el Manchester United como su oponente de la tercera ronda por cuarta vez en siete temporadas, y la segunda vez en años sucesivos.
| #                                        | Local                   | Resultado | Visitante              | Asistencia |
| ---------------------------------------- | ----------------------- | --------- | ---------------------- | ---------- |
| 1                                        | Preston North End       | 1–0       | Scunthorpe United      | 4,616      |
| 2                                        | Chasetown               | 1–3       | Cardiff City           | 2,420      |
| 3                                        | Colchester United       | 1–3       | Peterborough United    | 4,003      |
| 4                                        | Bolton Wanderers        | 0–1       | Sheffield United       | 15,286     |
| 5                                        | Blackburn Rovers        | 1–4       | Coventry City          | 14,421     |
| 6                                        | Brighton & Hove Albion  | 1–2       | Mansfield Town         | 5,857      |
| 7                                        | Walsall                 | 0–0       | Millwall               | 4,358      |
| Replay                                   | Millwall                | 2 – 1     | Walsall                | 4,645      |
| 8                                        | Charlton Athletic       | 1–1       | West Bromwich Albion   | 12,682     |
| Replay                                   | West Bromwich Albion    | 2 – 2     | Charlton Athletic      | 12,691     |
| West Bromwich Albion gana 4–3 en penales |                         |           |                        |            |
| 9                                        | Watford                 | 2–0       | Crystal Palace         | 10,480     |
| 10                                       | Luton Town              | 1–1       | Liverpool              | 10,226     |
| Replay                                   | Liverpool               | 5 – 0     | Luton Town             | 41,446     |
| 11                                       | Plymouth Argyle         | 3–2       | Hull City              | 12,419     |
| 12                                       | Aston Villa             | 0–2       | Manchester United      | 33,630     |
| 13                                       | Tranmere Rovers         | 2–2       | Hereford United        | 6,909      |
| Replay                                   | Hereford United         | 1 – 0     | Tranmere Rovers        | 6,471      |
| 14                                       | Tottenham Hotspur       | 2–2       | Reading                | 35,243     |
| Replay                                   | Reading                 | 0 – 1     | Tottenham Hotspur      | 22,130     |
| 15                                       | Burnley                 | 0–2       | Arsenal                | 16,709     |
| 16                                       | Bristol City            | 1–2       | Middlesbrough          | 15,895     |
| 17                                       | Fulham                  | 2–2       | Bristol Rovers         | 13,634     |
| Replay                                   | Bristol Rovers          | 0 – 0     | Fulham                 | 11,882     |
| Bristol Rovers gana 5–3 en los penales   |                         |           |                        |            |
| 18                                       | Huddersfield Town       | 2–1       | Birmingham City        | 13,410     |
| 19                                       | Swansea City            | 1–1       | Havant & Waterlooville | 8,761      |
| Replay                                   | Havant & Waterlooville  | 4 – 2     | Swansea City           | 4,400      |
| 20                                       | Sunderland              | 0–3       | Wigan Athletic         | 20,821     |
| 21                                       | Southend United         | 5–2       | Dagenham & Redbridge   | 6,393      |
| 22                                       | Everton                 | 0–1       | Oldham Athletic        | 33,086     |
| 23                                       | Derby County            | 2–2       | Sheffield Wednesday    | 20,612     |
| Replay                                   | Sheffield Wednesday     | 1 – 1     | Derby County           | 18,020     |
| Derby County gana 4–2 en los penales     |                         |           |                        |            |
| 24                                       | Southampton             | 2–0       | Leicester City         | 20,094     |
| 25                                       | West Ham United         | 0–0       | Manchester City        | 33,806     |
| Replay                                   | Manchester City         | 1 – 0     | West Ham United        | 27,809     |
| 26                                       | Ipswich Town            | 0–1       | Portsmouth             | 23,446     |
| 27                                       | Wolverhampton Wanderers | 2–1       | Cambridge United       | 15,340     |
| 28                                       | Barnsley                | 2–1       | Blackpool              | 8,276      |
| 29                                       | Chelsea                 | 1–0       | Queens Park Rangers    | 41,289     |
| 30                                       | Stoke City              | 0–0       | Newcastle United       | 22,861     |
| Replay                                   | Newcastle United        | 4 – 1     | Stoke City             | 35,108     |
| 31                                       | Swindon Town            | 1–1       | Barnet                 | 5,944      |
| Replay                                   | Barnet                  | 1 – 1     | Swindon Town           | 2,810      |
| Barnet gana 2–0 en los penales           |                         |           |                        |            |
| 32                                       | Norwich City            | 1–1       | Bury                   | 19,815     |
| Replay                                   | Bury                    | 2 – 1     | Norwich City           | 4,146      |

## Cuarta Ronda
El sorteo de los Dieciseisavos de final (Cuarta Ronda) propiamente dicha, se celebró a las 13:30 GMT el lunes 7 de enero de 2008. El evento fue organizado por Sir Trevor Brooking, con Alan Cork y John Aldridge haciendo el sorteo. Los partidos de la cuarta ronda fueron jugados en el fin de semana del 26 de enero de 2008. Por primera vez desde 1957, no hubo repeticiones en la cuarta rondea debido a que todas las llaves fueron resueltas en el primer juego.
Esta fue la primera aparición en la cuarta ronda de Havant & Waterlooville. Perdieron 5 a 2 contra Liverpool en Anfield. Después de la eliminación de Havant, Bristol Rovers se convirtió en el equipo con el puesto más bajo en la Copa. Juegan en la League One con otros clasificados de la Quinta Ronda, como el Huddersfield Town.
El Partido del día de BBC transmitió partidos en vivo desde dos estadios que nunca antes habían transmitido partidos en vivo; desde  Field Mill, Mansfield para  Mansfield Town, partido contra Middlesbrough y desde The JJB Stadium, Wigan para Wigan Athletic contra el campeón defensor Chelsea.
| #  | Local               | Resultado | Visitante               | Asistencia |
| -- | ------------------- | --------- | ----------------------- | ---------- |
| 1  | Arsenal             | 3–0       | Newcastle United        | 60,046     |
| 2  | Coventry City       | 2–1       | Millwall                | 17,268     |
| 3  | Oldham Athletic     | 0–1       | Huddersfield Town       | 12,749     |
| 4  | Barnet              | 0–1       | Bristol Rovers          | 5,190      |
| 5  | Liverpool           | 5–2       | Havant & Waterlooville  | 42,566     |
| 6  | Southend United     | 0–1       | Barnsley                | 7,212      |
| 7  | Wigan Athletic      | 1–2       | Chelsea                 | 14,166     |
| 8  | Derby County        | 1–4       | Preston North End       | 17,344     |
| 9  | Manchester United   | 3–1       | Tottenham Hotspur       | 75,369     |
| 10 | Portsmouth          | 2–1       | Plymouth Argyle         | 19,612     |
| 11 | Southampton         | 2–0       | Bury                    | 25,449     |
| 12 | Hereford United     | 1–2       | Cardiff City            | 6,885      |
| 13 | Peterborough United | 0–3       | West Bromwich Albion    | 12,701     |
| 14 | Mansfield Town      | 0–2       | Middlesbrough           | 6,258      |
| 15 | Sheffield United    | 2–1       | Manchester City         | 20,800     |
| 16 | Watford             | 1–4       | Wolverhampton Wanderers | 12,719     |

## Octavos de final
El sorteo de los Octavos de final (Quinta Ronda) propiamente dicha, se realizó a las 13:25 GMT el lunes 28 de enero de 2008. Sir Trevor Brooking organizó el evento celebrado en las instalaciones de la FA en Soho Square, donde se unió a Jimmy Case y Ray Wilkins, quien dirigió el sorteo. Los partidos se celebraron durante el fin de semana del 16 de febrero de 2008.
|        | \| # \| Local \| Resultado \| Visitante \| Asistencia \| \| ------ \| ----------------- \| --------- \| ----------------------- \| ---------- \| \| 1 \| Bristol Rovers \| 1 – 0 \| Southampton \| 11,920 \| \| 2 \| Cardiff City \| 2 – 0 \| Wolverhampton Wanderers \| 15,339 \| \| 3 \| Sheffield United \| 0 – 0 \| Middlesbrough \| 22,210 \| \| Replay \| Middlesbrough \| 1 – 0 \| Sheffield United \| 28,108 \| \| 4 \| Liverpool \| 1 – 2 \| Barnsley \| 42,449 \| \| 5 \| Manchester United \| 4 – 0 \| Arsenal \| 75,550 \| \| 6 \| Preston North End \| 0 – 1 \| Portsmouth \| 11,840 \| \| 7 \| Coventry City \| 0 – 5 \| West Bromwich Albion \| 28,163 \| \| 8 \| Chelsea \| 3 – 1 \| Huddersfield Town \| 41,324 \| |           |                         |            |
| #      | Local | Resultado | Visitante               | Asistencia |
| 1      | Bristol Rovers | 1 – 0     | Southampton             | 11,920     |
| 2      | Cardiff City | 2 – 0     | Wolverhampton Wanderers | 15,339     |
| 3      | Sheffield United | 0 – 0     | Middlesbrough           | 22,210     |
| Replay | Middlesbrough | 1 – 0     | Sheffield United        | 28,108     |
| 4      | Liverpool | 1 – 2     | Barnsley                | 42,449     |
| 5      | Manchester United | 4 – 0     | Arsenal                 | 75,550     |
| 6      | Preston North End | 0 – 1     | Portsmouth              | 11,840     |
| 7      | Coventry City | 0 – 5     | West Bromwich Albion    | 28,163     |
| 8      | Chelsea | 3 – 1     | Huddersfield Town       | 41,324     |

## Cuartos de final
El sorteo de los cuartos de final (sexta ronda), se realizó el 18 de febrero de 2008 a las 13:25 GMT en Soho Square. El sorteo fue realizado por Geoff Thomas y Mark Bright, supervisado por Sir Trevor Brooking.
| 8 de marzo de 2008 | Manchester United | 0:1 (0:0) | Portsmouth  | Old Trafford, Mánchester,                                                    |                                                                              |
| 12:45 (CET)        |                   | Reporte   | Muntari 78' | Asistencia: 75,463 espectadores Árbitro(s): Martin Atkinson (West Yorkshire) | Asistencia: 75,463 espectadores Árbitro(s): Martin Atkinson (West Yorkshire) |

| 8 de marzo de 2008 | Barnsley    | 1:0 (0:0) | Chelsea | Oakwell Stadium, Barnsley,                                       |                                                                  |
| 17:30 (CET)        | Odejayi 67' | Reporte   |         | Asistencia: 22,410 espectadores Árbitro(s): Steve Bennett (Kent) | Asistencia: 22,410 espectadores Árbitro(s): Steve Bennett (Kent) |

| 9 de marzo de 2008 | Middlesbrough | 0:2 (0:2) | Cardiff City                 | Riverside Stadium, Middlesbrough,                                |                                                                  |
| 14:00 (CET)        |               | Reporte   | Whittingham 9' · Johnson 23' | Asistencia: 32,986 espectadores Árbitro(s): Mike Dean (Cheshire) | Asistencia: 32,986 espectadores Árbitro(s): Mike Dean (Cheshire) |

| 9 de marzo de 2008 | Bristol Rovers | 1:5 (1:2) | West Bromwich Albion                               | Memorial Stadium, Bristol,                                                   |                                                                              |
| 18:00 (CET)        | Coles 31'      | Reporte   | Morrison 16' · Miller 30', 69', 85' · Phillips 73' | Asistencia: 12,011 espectadores Árbitro(s): Mark Clattenburg (County Durham) | Asistencia: 12,011 espectadores Árbitro(s): Mark Clattenburg (County Durham) |

## Semifinales
El sorteo de las semifinales se celebró el 10 de marzo de 2008 a las 13:25 GMT en Soho Square con Bryan Robson haciendo el sorteo. Ambas semifinales se jugaron en el Estadio de Wembley y se llevaron a cabo el 5 y el 6 de abril de 2008. Solo hubo un equipo de primera división (Portsmouth) en el sorteo por primera vez desde 1908.
| 5 de abril de 2008 | West Bromwich Albion | 0:1 (0:0) | Portsmouth |                                                                                   |                                                                                   |
| 12:15 (CET)        |                      | Reporte   | Kanu 54'   | Asistencia: 83,584 espectadores Árbitro(s): Howard Webb (Sheffield & Hallamshire) | Asistencia: 83,584 espectadores Árbitro(s): Howard Webb (Sheffield & Hallamshire) |

| 6 de abril de 2008 | Barnsley | 0:1 (0:1) | Cardiff City | Wembley, London,                                                       |                                                                        |
| 16:00 (CET)        |          | Reporte   | Ledley 9'    | Asistencia: 82,752 espectadores Árbitro(s): Alan Wiley (Staffordshire) | Asistencia: 82,752 espectadores Árbitro(s): Alan Wiley (Staffordshire) |

## Final
La final se llevó a cabo en el Estadio de Wembley el 17 de mayo de 2008, y la victoria por 1-0 de Portsmouth les dio su primer trofeo principal en 58 años y su primera FA Cup en 69 años. También fue la primera vez que el mánager del equipo ganador (Harry Redknapp) era un inglés desde Joe Royle que guio al Everton a la gloria 13 años antes, además de ser la primera vez que un club fuera del Big Four del fútbol inglés que ganó la Copa desde el mencionado equipo del Everton en 1995.
| 17 de mayo de 2008 | Cardiff City | 0:1 (0:1) | Portsmouth | Wembley, London,                                                 |                                                                  |
| 15:00 (CET)        |              | Reporte   | Kanu 37'   | Asistencia: 89,874 espectadores Árbitro(s): Mike Dean (Cheshire) | Asistencia: 89,874 espectadores Árbitro(s): Mike Dean (Cheshire) |

| 1     | POR   | Peter Enckelman         |     |
| 2     | DEF   | Kevin McNaughton        |     |
| 12    | DEF   | Roger Johnson           |     |
| 6     | DEF   | Glenn Loovens           |     |
| 3     | DEF   | Tony Capaldi            |     |
| 16    | MED   | Joe Ledley              |     |
| 4     | MED   | Gavin Rae               | 86' |
| 10    | MED   | Stephen McPhail         |     |
| 7     | MED   | Peter Whittingham       | 61' |
| 36    | DEL   | Jimmy Floyd Hasselbaink | 70' |
| 11    | DEL   | Paul Parry              |     |
| D. T. | D. T. | Dave Jones              |     |

| 1     | POR   | David James         |     |
| 5     | DEF   | Glen Johnson        |     |
| 23    | DEF   | Sol Campbell        |     |
| 15    | DEF   | Sylvain Distin      |     |
| 7     | DEF   | Hermann Hreiðarsson |     |
| 6     | MED   | Lassana Diarra      |     |
| 17    | MED   | John Utaka          | 69' |
| 30    | MED   | Pedro Mendes        | 78' |
| 19    | MED   | Niko Kranjčar       |     |
| 11    | MED   | Sulley Muntari      | 87' |
| 27    | DEL   | Nwankwo Kanu        |     |
| D. T. | D. T. | Harry Redknapp      |     |

| 30 | MED | Aaron Ramsey    | 61' |
| 20 | DEL | Steven Thompson | 70' |
| 18 | MED | Trevor Sinclair | 86' |

| 10 | DEL | David Nugent    | 69' |
| 81 | MED | Papa Bouba Diop | 78' |
| 98 | MED | Milan Baroš     | 87' |

| 37' | Nwankwo Kanu | 0-1 |

| 45+1' · 54' · 90+3' | Hermann Hreiðarsson Niko Kranjčar Lassana Diarra |

| Principal  | Mike Dean     |
| Asistentes | Trevor Massey |
|            | Martin Yerbi  |
| Cuarto     | Chris Foy     |

| 1     | POR   | Peter Enckelman         |     |
| 2     | DEF   | Kevin McNaughton        |     |
| 12    | DEF   | Roger Johnson           |     |
| 6     | DEF   | Glenn Loovens           |     |
| 3     | DEF   | Tony Capaldi            |     |
| 16    | MED   | Joe Ledley              |     |
| 4     | MED   | Gavin Rae               | 86' |
| 10    | MED   | Stephen McPhail         |     |
| 7     | MED   | Peter Whittingham       | 61' |
| 36    | DEL   | Jimmy Floyd Hasselbaink | 70' |
| 11    | DEL   | Paul Parry              |     |
| D. T. | D. T. | Dave Jones              |     |

| 1     | POR   | David James         |     |
| 5     | DEF   | Glen Johnson        |     |
| 23    | DEF   | Sol Campbell        |     |
| 15    | DEF   | Sylvain Distin      |     |
| 7     | DEF   | Hermann Hreiðarsson |     |
| 6     | MED   | Lassana Diarra      |     |
| 17    | MED   | John Utaka          | 69' |
| 30    | MED   | Pedro Mendes        | 78' |
| 19    | MED   | Niko Kranjčar       |     |
| 11    | MED   | Sulley Muntari      | 87' |
| 27    | DEL   | Nwankwo Kanu        |     |
| D. T. | D. T. | Harry Redknapp      |     |

| 30 | MED | Aaron Ramsey    | 61' |
| 20 | DEL | Steven Thompson | 70' |
| 18 | MED | Trevor Sinclair | 86' |

| 10 | DEL | David Nugent    | 69' |
| 81 | MED | Papa Bouba Diop | 78' |
| 98 | MED | Milan Baroš     | 87' |

| 37' | Nwankwo Kanu | 0-1 |

| 45+1' · 54' · 90+3' | Hermann Hreiðarsson Niko Kranjčar Lassana Diarra |

| Principal  | Mike Dean     |
| Asistentes | Trevor Massey |
|            | Martin Yerbi  |
| Cuarto     | Chris Foy     |

| 1     | POR   | Peter Enckelman         |     |
| 2     | DEF   | Kevin McNaughton        |     |
| 12    | DEF   | Roger Johnson           |     |
| 6     | DEF   | Glenn Loovens           |     |
| 3     | DEF   | Tony Capaldi            |     |
| 16    | MED   | Joe Ledley              |     |
| 4     | MED   | Gavin Rae               | 86' |
| 10    | MED   | Stephen McPhail         |     |
| 7     | MED   | Peter Whittingham       | 61' |
| 36    | DEL   | Jimmy Floyd Hasselbaink | 70' |
| 11    | DEL   | Paul Parry              |     |
| D. T. | D. T. | Dave Jones              |     |

| 1     | POR   | David James         |     |
| 5     | DEF   | Glen Johnson        |     |
| 23    | DEF   | Sol Campbell        |     |
| 15    | DEF   | Sylvain Distin      |     |
| 7     | DEF   | Hermann Hreiðarsson |     |
| 6     | MED   | Lassana Diarra      |     |
| 17    | MED   | John Utaka          | 69' |
| 30    | MED   | Pedro Mendes        | 78' |
| 19    | MED   | Niko Kranjčar       |     |
| 11    | MED   | Sulley Muntari      | 87' |
| 27    | DEL   | Nwankwo Kanu        |     |
| D. T. | D. T. | Harry Redknapp      |     |

| 30 | MED | Aaron Ramsey    | 61' |
| 20 | DEL | Steven Thompson | 70' |
| 18 | MED | Trevor Sinclair | 86' |

| 10 | DEL | David Nugent    | 69' |
| 81 | MED | Papa Bouba Diop | 78' |
| 98 | MED | Milan Baroš     | 87' |

| 37' | Nwankwo Kanu | 0-1 |

| 45+1' · 54' · 90+3' | Hermann Hreiðarsson Niko Kranjčar Lassana Diarra |

| Principal  | Mike Dean     |
| Asistentes | Trevor Massey |
|            | Martin Yerbi  |
| Cuarto     | Chris Foy     |

| 1     | POR   | Peter Enckelman         |     |
| 2     | DEF   | Kevin McNaughton        |     |
| 12    | DEF   | Roger Johnson           |     |
| 6     | DEF   | Glenn Loovens           |     |
| 3     | DEF   | Tony Capaldi            |     |
| 16    | MED   | Joe Ledley              |     |
| 4     | MED   | Gavin Rae               | 86' |
| 10    | MED   | Stephen McPhail         |     |
| 7     | MED   | Peter Whittingham       | 61' |
| 36    | DEL   | Jimmy Floyd Hasselbaink | 70' |
| 11    | DEL   | Paul Parry              |     |
| D. T. | D. T. | Dave Jones              |     |

| 1     | POR   | David James         |     |
| 5     | DEF   | Glen Johnson        |     |
| 23    | DEF   | Sol Campbell        |     |
| 15    | DEF   | Sylvain Distin      |     |
| 7     | DEF   | Hermann Hreiðarsson |     |
| 6     | MED   | Lassana Diarra      |     |
| 17    | MED   | John Utaka          | 69' |
| 30    | MED   | Pedro Mendes        | 78' |
| 19    | MED   | Niko Kranjčar       |     |
| 11    | MED   | Sulley Muntari      | 87' |
| 27    | DEL   | Nwankwo Kanu        |     |
| D. T. | D. T. | Harry Redknapp      |     |

| 30 | MED | Aaron Ramsey    | 61' |
| 20 | DEL | Steven Thompson | 70' |
| 18 | MED | Trevor Sinclair | 86' |

| 10 | DEL | David Nugent    | 69' |
| 81 | MED | Papa Bouba Diop | 78' |
| 98 | MED | Milan Baroš     | 87' |

| 37' | Nwankwo Kanu | 0-1 |

| 45+1' · 54' · 90+3' | Hermann Hreiðarsson Niko Kranjčar Lassana Diarra |

| Principal  | Mike Dean     |
| Asistentes | Trevor Massey |
|            | Martin Yerbi  |
| Cuarto     | Chris Foy     |

|                       |
| Campeón               |
| Bandera de Inglaterra |
| Portsmouth            |
| 2.º título            |